# Michael O'Brien
Michael David O'Brien (Ottawa, 1948.), kanadski pisac i slikar te katolički aktivist.

## Spisateljstvo

### Književni rad
Michael O'Brien je najpoznatiji po nizu apokaliptičnih romana nazvanu Djeca posljednjih dana, prevedenu na mnogo jezika, kao i na hrvatski. Najpoznatiji od njih je Otac Ilija: Apokalipsa  (1996.), u Hrvatskoj preveden kao Posljednja vremena, čiji je središnji lik otac Ilija, karmelićanin, pokršteni Židov, kojega izmišljeni papa šalje u tajnu misiju razotkrivanja Antikrista. 

### Publicistika i kulturna djelatnost
Članci, knjige i predavanja Michaela O'Briena polaze s kršćanskog pogleda na svijet, a u središtu imaju temu propasti zapadne civilizacije i opasnosti od globalnog totalitarizma. Najznačajnije djelo s tog područja mu je Krajolik sa zmajevima: bitka za um vaše djece (1994.), na hrvatski prevedeno kao Rat za duše naše djece, govori o brizi što je suvremena dječja književnost i kultura koja je usmjerena na djecu daleko od kršćanskog svjetonazora i zadojena poganskom ideologijom te više ne poznaje razliku između dobra i zla.
Utemeljitelj je katoličkoga obiteljskog časopisa Nazareth Journal. 

## Slikarstvo
Osim što je bio sveučilišni predavač likovne umjetnosti, O'Brien i sam slika, uglavnom u neobizantinskom stilu, nalik na ikone, ali ima i modernih ostvarenja.

## Osobni život
Oženjen je i otac šestero djece. Živi na imanju pokraj Combermerea, Ontario. Više puta posjetio je Hrvatsku.

## Djela
- Mali anđeo (The Small Angel, 1996.), slikovnica [1]
- Posljednja vremena (Father Elijah - an apocalypse, 1996.), roman [2]
- Stranci i suputnici (1997.) – roman iz niza Djeca posljednjih dana, nepreveden u Hrvatskoj
- Pomrčina sunca (1998.) – roman iz niza Djeca posljednjih dana
- Glasnik pošasti (1999.) – roman iz niza Djeca posljednjih dana, u Hrvatskoj preveden kao Dnevnik nevolje
- Plač kamena (2003.) – roman iz niza Djeca posljednjih dana, nepreveden u Hrvatskoj
- Dom Sophije (2005.), roman iz niza Djeca posljednjih dana, u Hrvatskoj loše preveden kao Sofijina kuća
- Otok svijeta (2007.) –  roman; tema mu je život Hrvata Josipa Laste, od njegova rođenja u Bosni i Hercegovini, tegoba doživljenih u Hrvatskoj za vrijeme komunizma, do završetka života u SAD-u
- Teofil (2010.) – roman
- Zimske priče (2011.) – zbirka pripovjedaka, neprevedena u Hrvatskoj
- Očeva pripovijest (2011.) – roman
- Putovanje na Alphu Centauri (2013.) – roman
- Ilija u Jeruzalemu (2015.) – roman iz niza Djeca posljednjih dana
- Njujorška luda (2016.) – roman
- Obitelj i novi totalitarizam (zbirka eseja; neprevedena na hrvatski)
- Otajstva Svete krunice (meditacije sa slikama; neprevedene na hrvatski)
- Čekanje: priče za došašće (duhovna razmatranja; neprevedena na hrvatski)
- Otac u noći (autorovo osobno svjedočenje o roditeljstvu; prevedeno na hrvatski)

## Nagrade
- Nagrada Buvina na Danima kršćanske kulture u Splitu 2005. godine.[3]

## Povezano
- Gilbert Keith Chesterton
- John Ronald Reuel Tolkien
- Petar Grgec
- Josip Sanko Rabar
- Bogdan Malešević

## Vanjske poveznice
Sestrinski projekti
|  | Wikicitati imaju zbirke citata o temi Michael David O'Brien |

Mrežna mjesta
- studiObrien  Arhivirana inačica izvorne stranice od 2. kolovoza 2009. (Wayback Machine),  internetska stranica Michaela D. O'Briena